# سباستیائو لازرونی
سباستیائو لازرونی (انگلیسی: Sebastião Lazaroni؛ زادهٔ ۲۵ سپتامبر ۱۹۵۰) مربی فوتبال اهل برزیل است.
از باشگاه‌هایی که در آن بازی مربی گری کرده است ، می‌توان به القطر اشاره کرد.